# Krutinskij rajon
Il Krutinskij rajon (in russo Крутинский район?) è un rajon della Russia situato a circa 200 chilometri dal capoluogo del territorio, la città di Omsk. Qui l'economia si regge principalmente sull'agricoltura e sull'allevamento degli animali da pascolo (bovini e ovini). Si coltivano soprattutto barbabietole, carote, patate, mais e grano. La popolazione è composta prevalentemente da caucasici.